# Codice mondiale antidoping WADA
Il Codice mondiale antidoping WADA rappresenta il documento fondamentale ed universale su cui si basa il Programma mondiale antidoping dello sport.

## Finalità, ambito operativo e organizzazione
Le finalità del Codice sono:
- tutelare il diritto fondamentale degli atleti alla pratica di uno sport libero dal doping e quindi promuovere la salute, la lealtà e l'uguaglianza di tutti gli atleti del mondo;
- garantire l'applicazione di programmi antidoping armonizzati, coordinati ed efficaci a livello mondiale e nazionale, al fine di individuare, scoraggiare e prevenire la pratica del doping.

La finalità principale del Codice è quella di favorire l'impegno nel campo delle politiche antidoping attraverso l'armonizzazione universale degli elementi fondamentali della lotta al doping. La sua specificità gli consente di conciliare in modo completo i temi che necessitano di uniformità, mentre il suo carattere generale in ordine ad altre tematiche conferisce flessibilità alle modalità di attuazione dei principi antidoping concordati.

## La salvaguardia dei valori dello sport
I programmi antidoping si prefiggono quale obiettivo la salvaguardia dei valori intrinseci dello sport. Tali valori sono spesso indicati come spirito sportivo, che rappresenta la vera e propria essenza dello spirito olimpico, ovvero competere con lealtà. Lo spirito sportivo rappresenta la celebrazione dello spirito umano, del corpo e della mente, e nel codice si fonda sui seguenti valori:
- Etica, fair play ed onestà
- Salute
- Eccellenza della prestazione
- Carattere ed educazione
- Divertimento e gioia
- Lavoro di gruppo
- Dedizione e impegno
- Rispetto delle norme e delle leggi
- Rispetto per sé stessi e per gli altri concorrenti
- Unione e solidarietà

Il doping è dunque per sua natura contrario allo spirito sportivo.

## Composizione del codice
Il codice è composto da 4 parti:
- Parte prima: controllo antidoping
- Parte seconda: formazione e ricerca
- Parte terza: ruoli e responsabilità
- Parte quarta: adozione, osservanza, modifica e interpretazione